# Ungarische Eishockeyliga 1985/86
Die Saison 1985/86 war die 49. Spielzeit der ungarischen Eishockeyliga, der höchsten ungarischen Eishockeyspielklasse. Meister wurde zum insgesamt elften Mal in der Vereinsgeschichte Újpesti Dózsa SC.

## Modus
In der Hauptrunde absolvierte jede der sieben Mannschaften insgesamt zwölf Spiele. Die drei bestplatzierten Mannschaften qualifizierten sich für die Finalrunde, in der der Meister ausgespielt wurde. Die übrigen vier Mannschaften bestritten eine Platzierungsrunde. Die Hauptrunden-Ergebnisse wurden in die zweite Saisonphase übernommen. Für einen Sieg erhielt jede Mannschaft zwei Punkte, bei einem Unentschieden gab es einen Punkt und bei einer Niederlage null Punkte.

## Hauptrunde

### Tabelle
|    | Klub                      | Sp | S  | U | N  | Tore   | Punkte |
| -- | ------------------------- | -- | -- | - | -- | ------ | ------ |
| 1. | Újpesti Dózsa SC          | 12 | 11 | 1 | 0  | 131:28 | 23     |
| 2. | Ferencvárosi TC           | 12 | 9  | 0 | 3  | 83:37  | 18     |
| 3. | Alba Volán Székesfehérvár | 12 | 8  | 1 | 3  | 88:53  | 17     |
| 4. | Dunaújvárosi Kohász       | 12 | 6  | 0 | 6  | 41:49  | 12     |
| 5. | Lehel Jászberény          | 12 | 4  | 0 | 8  | 51:76  | 8      |
| 6. | KSI Budapest              | 12 | 2  | 0 | 10 | 40:111 | 4      |
| 7. | Miskolci Kinizsi          | 12 | 1  | 0 | 11 | 43:123 | 2      |

Sp = Spiele, S = Siege, U = unentschieden, N = Niederlagen, OTS = Overtime-Siege, OTN = Overtime-Niederlage, SOS = Penalty-Siege, SON = Penalty-Niederlage

## Zweite Saisonphase

### Finalrunde
|    | Klub                      | Sp | S  | U | N | Tore   | Punkte |
| -- | ------------------------- | -- | -- | - | - | ------ | ------ |
| 1. | Újpesti Dózsa SC          | 20 | 17 | 2 | 1 | 180:48 | 36     |
| 2. | Ferencvárosi TC           | 20 | 13 | 1 | 6 | 110:72 | 26*    |
| 3. | Alba Volán Székesfehérvár | 20 | 8  | 3 | 9 | 113:99 | 19     |

Sp = Spiele, S = Siege, U = unentschieden, N = Niederlagen, OTS = Overtime-Siege, OTN = Overtime-Niederlage, SOS = Penalty-Siege, SON = Penalty-Niederlage
(* Ferencvárosi TC wurde ein Punkt abgezogen)

### Platzierungsrunde um Platz 4
|    | Klub                | Sp | S  | U | N  | Tore   | Punkte |
| -- | ------------------- | -- | -- | - | -- | ------ | ------ |
| 4. | Dunaújvárosi Kohász | 18 | 10 | 1 | 7  | 80:60  | 21     |
| 5. | Lehel Jászberény    | 18 | 8  | 1 | 9  | 106:97 | 17     |
| 6. | KSI Budapest        | 18 | 5  | 0 | 13 | 75:146 | 10     |
| 7. | Miskolci Kinizsi    | 18 | 1  | 0 | 17 | 61:203 | 2      |

Sp = Spiele, S = Siege, U = unentschieden, N = Niederlagen, OTS = Overtime-Siege, OTN = Overtime-Niederlage, SOS = Penalty-Siege, SON = Penalty-Niederlage